# 東井金平
東井金平（とうい きんぺい、1902年1月27日-？）は、日本の農業経済学者。

## 略歴
石川県出身。慶應義塾大学経済学部卒。1959年「欧米における日本農業の研究」で慶大経済学博士。農林省農業総合研究所勤務。1962年『欧米における日本農業の研究』で日経・経済図書文化賞受賞。

## 著書
- 『アメリカ農業物語』共同出版社 1949
- 『米国農政問題研究』日本評論社 1949
- 『米国農村の行財政研究』農林週報社 1950
- 『農業価格政策の比較研究』農林省農業総合研究所 1953
- 『欧米における日本農業の研究』全3巻 法政大学出版局 1956-62
- 『世界農業の形成』法政大学出版局　1969

## 論文
- <東井金平